# Distretto di Plai Phraya
Il distretto di Plai Phraya (in thailandese: ปลายพระยา) è un distretto (amphoe) della Thailandia, situato nella provincia di Krabi.